# Dobrá Voda (ort i Slovakien)
Dobrá Voda är en by och en kommun i distriktet Trnava i regionen Trnava i västra Slovakien.

## Geografi
Kommunen ligger på en altitud av 248 meter och täcker en area på 32,98 km². Den har ungefär 802 invånare (2017).

## Kända personer
- Ján Hollý,  slovakisk präst och skald